# Veit Bach

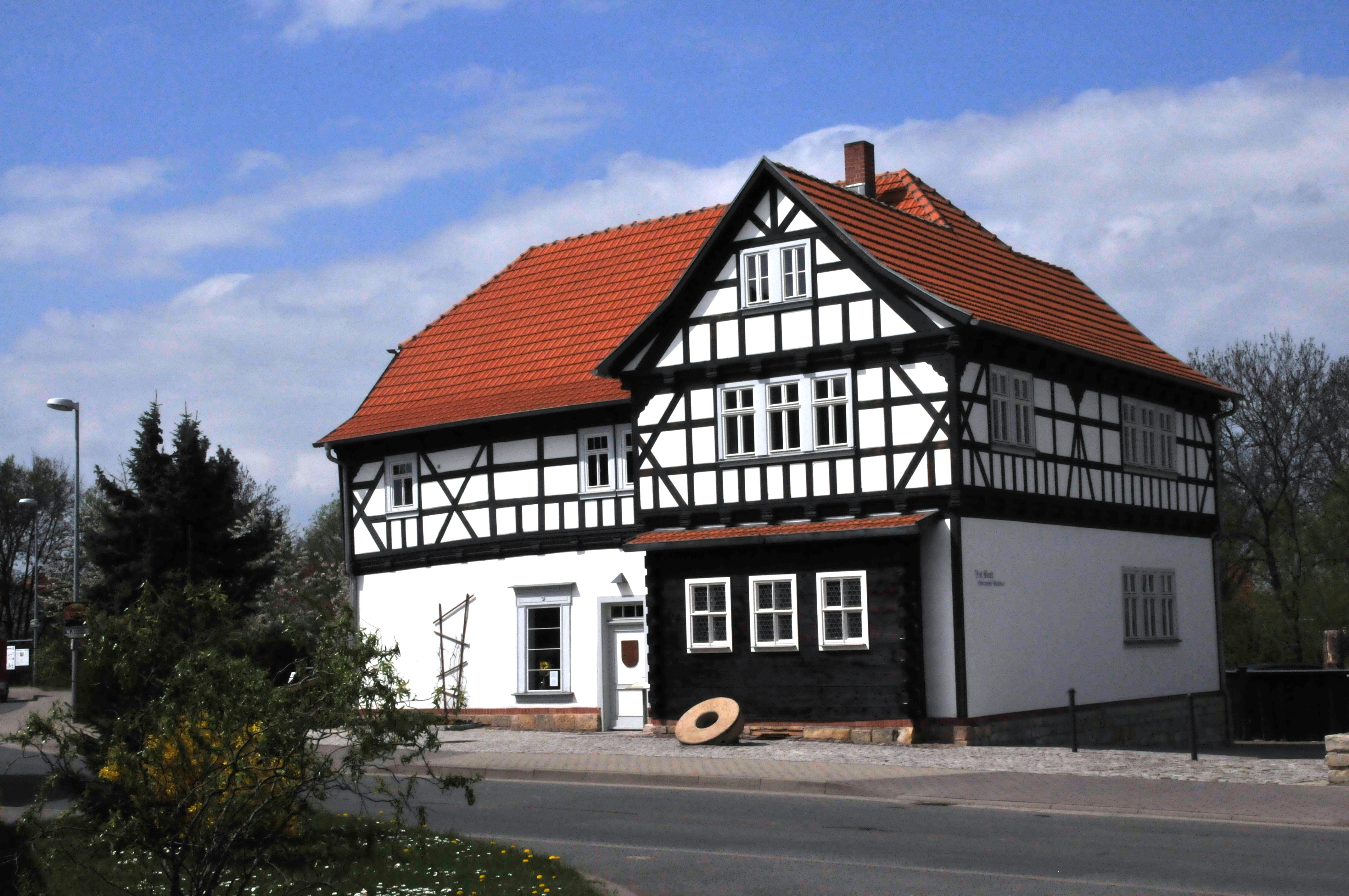
Mlýn Veita Bacha ve Wechmaru

Veit Bach, Vitus Bach (asi 1550 - 8. března 1619 Wechmar, Durynsko) byl německý pekař a mlynář, údajný nejstarší známý předek německé hudební rodiny Bachů.

## Život a rodina
Narodil se pravděpodobně poblíž Bratislavy (německy Pressburg) kolem roku 1550. Po šmalkaldské válce musel Bach, jako protestant, opustit katolickou habsburskou monarchii a usadil se v durynském Wechmaru.
Byl synem Hansa Bacha,[rozpor] bratrem Caspara Bacha.[zdroj⁠?!]
Veitův syn, Johannes Bach I. (asi 1580–1626), byl dědeček Johanna Ambrosia Bacha; Veit tedy má být prapradědeček Johanna Sebastiana Bacha.
Podle jedné z několika teorií jiný Veit Bach, který zemřel před rokem 1578 v Erfurtu, byl otcem Johanna (Hanse) Bacha, a byl tedy prapradědečkem Johanna Sebastiana Bacha.

## Mlýn Veita Bacha
Mlýnu Veita Bacha, který se zachoval ve Wechmaru v Durinsku poblíž Gothy, hrozilo zboření, podařilo se však ho zachránit.